# Saint-Aunès
Saint-Aunès is een gemeente in het Franse departement Hérault (regio Occitanie). De plaats maakt deel uit van het arrondissement Montpellier. Saint-Aunès telde op 1 januari 2022 4.333 inwoners.

## Geografie
De oppervlakte van Saint-Aunès bedroeg op 1 januari 2022 12,32 vierkante kilometer; de bevolkingsdichtheid was toen 351,7 inwoners per km².

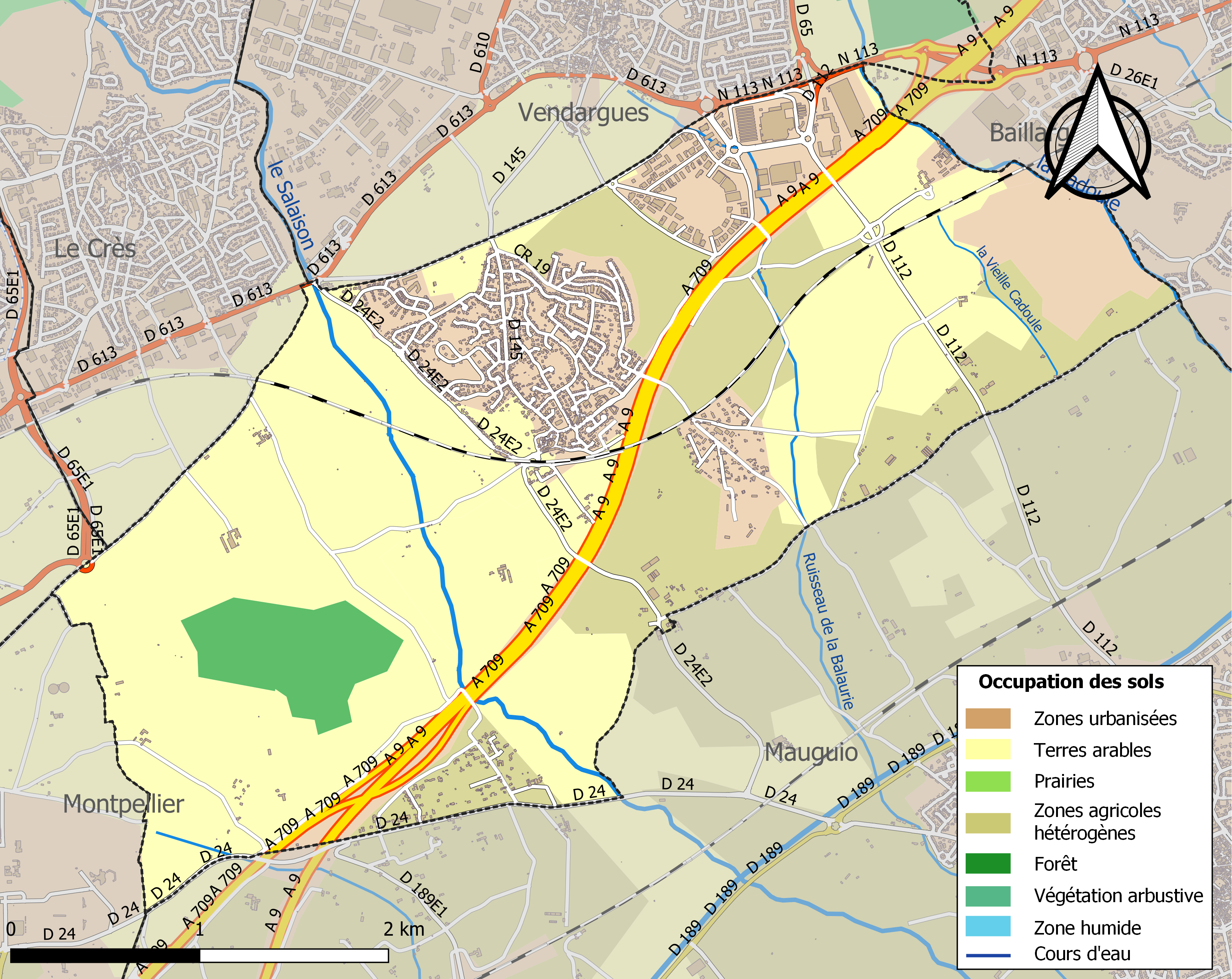
Kaart van de gemeente met belangrijkste infrastructuur, bodemgebruik en omliggende gemeenten

## Demografie
Onderstaande figuur toont het verloop van het inwonertal (bron: INSEE-tellingen).